# Željko Obradović
Želimir „Željko“ Obradović (serbisch-kyrillisch Желимир „Жељко“ Обрадовић; * 9. März 1960 in Čačak, SFR Jugoslawien) ist ein ehemaliger serbischer Basketballspieler. Als Spieler wurde er Weltmeister und ist einer der erfolgreichsten Trainer der europäischen Basketballgeschichte. 2008 wurde Obradović als einer der 50 bedeutendsten Akteure in der Geschichte der Europaliga ausgezeichnet.

## Obradović als Spieler
Seine Karriere begann Obradović bei Borac Čačak, wo er sechs Jahre unter Vertrag stand. 1983 wechselte er zu Partizan Belgrad, wo er schließlich seine ersten Erfolge feiern konnte. Neben einer Meisterschaft und einem Europapokalgewinn errang er eine Silbermedaille bei Olympischen Spielen sowie eine Basketballweltmeisterschaft. Während seiner Spielerlaufbahn spielte Obradović auf der Position des Point Guard.

### Erfolge
- Jugoslawischer Meister: 1987
- Korać-Cup: 1989
- Silbermedaille bei Olympischen Spielen: 1988
- Weltmeister: 1990

## Obradović als Trainer
Obradović begann seine Trainerkarriere 1991, als er im Alter von nur 31 Jahren seine Karriere als Spieler beendete und bei Partizan Belgrad, wo er noch wenige Wochen zuvor als Spieler auf Körbejagd ging, das Traineramt übernahm. Bereits in seiner ersten Saison gewann er neben der serbischen Meisterschaft auch den Pokal und sicherte Partizan somit das Double. Auch auf europäischer Ebene stellte sich gleich der Erfolg ein. Obradović führte Partizan in der Saison 1991/92 zum Gewinn des Europapokals der Landesmeister. Angeführt von Predrag Danilović und Aleksandar Đorđević schlug Partizan im Endspiel Joventut Badalona mit 71:70. Als Berater an seiner Seite hatte Obradović in seinem ersten Trainerjahr Professor Aleksandar Nikolić, den er als seinen Mentor bezeichnete.
In den folgenden Jahren trainierte Obradović eine Reihe von europäischen Spitzenmannschaften. 1994 führte er Badalona an die europäische Spitze. Nach einem bis dahin durchwachsenen Saisonverlauf setzte man sich im Halbfinale gegen den FC Barcelona durch, im Endspiel setzte Obradović wieder darauf, das Geschehen punktearm zu halten, da er sich dadurch eine bessere Siegchance für seine Mannschaft ausrechnete. Diese Rechnung ging auf. Er führte Badalona zu einem 59:57-Finalsieg über Olympiakos Piräus.
Nach einem Jahr in Badalona wechselte er innerhalb Spaniens zu Real Madrid. In Madrid hatte er Größen wie Arvydas Sabonis und Joe Arlauckas in seinem Aufgebot, die auf den „großen Positionen“ eines der besten Gespanne der europäischen Basketballgeschichte bildeten. Arlauckas sagte später, die Gewöhnung an das Arbeiten unter Obradović, der alles geändert habe, sei schwer gewesen, es sei „fast wie in einer Diktatur“ gewesen, in der Obradović der bestimmende Mann gewesen sei. Obradović selbst sagte über seine Arbeitsweise, er beziehe immer seine Spieler ein, frage diese nach ihrer Meinung und lerne auf diese Weise auch viel von ihnen. In der spanischen Liga schaffte er mit Real in seiner Amtszeit nicht den Sprung in die Finalserie um die Meisterschaft, im Europapokal der Landesmeister gelang ihm mit den Madrilenen aber 1995 der Triumph. 1997 gewann er mit Real einen zweiten europäischen Wettbewerb, den Europapokal der Pokalsieger.
Auch seine zwei Jahre (1997 bis 1999) beim italienischen Spitzenklub Benetton Treviso blieben nicht ohne Titel. 1998 gewann er mit der Mannschaft den italienischen Supercup, 1999 wurde er Vizemeister Italiens und Sieger im Europapokal der Pokalsieger. Seine erfolgreichste Zeit als Vereinstrainer brach 1999 mit seinem Wechsel zu Panathinaikos Athen an. Die 13-jährige Amtszeit wurde anlässlich der Trennung im Juni 2012 als die „erfolgreichste Kombination eines Vereins und eines Cheftrainers in der europäischen Basketballgeschichte“ beschrieben. Obradović führte Panathinaikos zu fünf Euroleague-Titeln, elf griechischen Meistertiteln sowie sieben griechischen Pokalsiegen. Der Serbe sagte rückblickend, man sei in seiner Amtszeit in Athen eine „große und echte Familie“ gewesen. Er arbeitete in Athen eng mit Dimitris Itoudis zusammen, der als sein Co-Trainer fungierte und später als Cheftrainer selbst die Euroleague gewann. In seiner Athener Zeit gehörten europäische Spitzenspielern wie Dejan Bodiroga, Dimitris Diamantidis, Sarunas Jasikevicius und Nikola Pekovic zu Obradovićs Schützlingen. Jahrelang war auch der US-Amerikaner Mike Batiste Leistungsträger seiner Mannschaft. 2007 und 2009 schaffte Obradović mit Athen das Triple und wurde zum Trainer des Jahres in Griechenland und der Euroleague gewählt. 2012 verließ er nach 13 Jahren den Verein.
Im Sommer 2013 wurde er als neuer Trainer des türkischen Vereins Fenerbahçe Istanbul vorgestellt. Nach Erfolgen auf nationaler Ebene führte er Fenerbahçe 2017 zum Gewinn der Euroleague, das erster türkischer Sieger des Wettbewerbs wurde. 2016 hatte Obradović das Endspiel mit Istanbul gegen ZSKA Moskau noch in der Verlängerung verloren. Obradović ist bekannt für seine Wutausbrüche gegenüber Schiedsrichtern und seinen eigenen Spielern sowie sein angespanntes Verhältnis zu Pressevertretern. Die Berliner Morgenpost bezeichnete ihm im Januar 2020 als „Wüterich und Titelgarant“. Im Dezember 2019 sorgte er für Schlagzeilen, als er gegenüber dem Sportnachrichtenanbieter Sportando äußerte: „Es gibt keine europäischen Trainer [in der NBA], und wissen Sie warum? Weil die NBA eine Mafia ist. Sie lassen dort keine [europäischen] Trainer arbeiten. (…) Die NBA ist die beste Basketball-Liga, aber ich kann ohne jeden Zweifel sagen, dass es viele europäische Trainer gibt, die dort arbeiten können.“
Ende Juni 2020 gab er seinen Abschied von Fenerbahçe bekannt, um eine einjährige Auszeit vom Trainerberuf anzutreten. Ende Juni 2021 wurde er als neuer Cheftrainer von KK Partizan Belgrad vorgestellt, kehrte auf diese Weise an eine alte Wirkungsstätte zurück.
Neben seiner erfolgreichen Laufbahn als Vereinstrainer kann der Serbe auch auf Erfolge als Verbandstrainer vorweisen. So gewann er mit der Nationalmannschaft seines Heimatlandes u. a. eine Welt- sowie eine Europameisterschaft.

### Erfolge
- Jugoslawischer Meister: 1992
- Jugoslawischer Pokalsieger: 1992
- Griechischer Meister: 2000, 2001, 2003, 2004, 2005, 2006, 2007, 2008, 2009, 2010, 2011
- Griechischer Pokalsieger: 2003, 2005, 2006, 2007, 2008, 2009, 2012
- Türkischer Meister: 2014, 2016, 2017, 2018
- Türkischer Präsidentenpokal: 2013, 2016, 2017
- Türkischer Pokalsieger: 2016, 2019, 2020
- Meister der Adriatischen Liga: 2023
- Europapokal der Landesmeister: 1992, 1994, 1995, 2000
- EuroLeague: 2002, 2007, 2009, 2011, 2017
- Europapokal der Pokalsieger: 1997
- Saporta Cup: 1999
- Silbermedaille bei Olympischen Spielen: 1996
- Europameisterschaft: 1997
- Weltmeisterschaft: 1998
- Bronzemedaille bei Europameisterschaften: 1999

### Auszeichnungen
- Alexander Gomelsky Trainer des Jahres: 2007, 2011, 2017
- Eurobasket Trainer des Jahres: 2007